# 프리미엄 러쉬
《프리미엄 러쉬》(Premium Rush)는 2012년 개봉한 미국의 바이크 액션 영화이다. 데이비드 켑 감독이 연출했고, 조셉 고든 레빗, 마이클 섀넌, 다니아 라미레스, 제이미 정이 출연했다.

## 줄거리
주인공 와일리(조셉 고든 레빗)는 컬럼비아 대학교 로스쿨을 졸업한 수재임에도 불구하고 수트를 입고 사무실에 틀어박혀 일하는 것이 싫어 뉴욕에서 브레이크가 없는 픽시를 타고 메신저 일을 하는 청년이다. 연인 바네사(다니아 라미레스)의 룸메이트인 중국 유학생 니마(제이미 정)가 의뢰한 전표를 전달받아 차이나타운에 배송하려는 순간, 학교 보안과장을 자칭하는 한 남성이 집요하게 그를 뒤쫓는데... 사실 니마가 전달한 전표는 중국인들 사이에서 돈을 지불하였음을 증명하는 일종의 영수증으로서 니마가 중국에 억류되어 있는 아들을 미국으로 데려오기 위하여 돈을 지불한 후 브로커에게 이를 전달하고자 했던 것이고, 와일리를 뒤쫓는 남자는 뉴욕 경찰국 소속의 형사인 바비 먼데이(마이클 섀넌)로, 차이나타운을 드나들며 중국인들과 도박을 즐기다 빚을 지게 되어 이를 갚기 위해 와일리가 배송하는 전표를 노렸던 것이다.

## 출연
- 조셉 고든 레빗 - 와일리
- 마이클 섀넌 - 바비 먼데이
- 다니아 라미레스 - 버네사
- 제이미 정 - 니마
- 월레 파크스 - 매니
- 아시프 만드비 - 바이
- 애슐리 오스틴 모리스 - 종업원
- 크리스토퍼 플레이스 - 로셀리
- 헨리 오 - 미스터 렁
- 보이스 웡 - 미스터 린
- 브라이언 코펠먼 - 대금업자
- 케빈 볼저 - 스퀴드
- 보윈 왕 - 니마의 아들
- 숀 케네디 - 마코
- 킴 퍼페토 - 폴로
- 앤서니 치점 - 티토
- 로런 애슐리 카터 - 피비
- 에런 트베이트 - 카일
- 달린 비올렛 - 데브라
- 마리오 들리언 - 무지
- 자니 존슨 - 조니
- 와이 칭 호 - 첸 수녀
- 킨 신 웡 - 스도쿠남